# Анна Савельевна
Анна Савельевна — российская тигрица, хозяйка большого участка в центральной части территории Сихотэ-Алинского заповедника. Её владения охватывают среднее течение реки Серебрянка и реки Заболоченная. Она единственный тигр, который отмечается фотоловушками с самого начала фотоучёта до настоящего времени.

## Биография
За время слежения за Анной Савельевной с помощью фотоловушек она трижды становилась мамой: в 2010, 2012 и 2014 году. Все её тигрята благополучно выросли и приступили к самостоятельной жизни. Из каждого выводка одна из её дочерей оставалась жить в заповеднике, по соседству с матерью. Старшая из её дочерей, тигрица Виктория, занимает участок в верхнем течении реки Заболоченная, средняя живет в верховьях реки Серебрянка, а самая младшая заняла прибрежный участок заповедника, включая урочище Благодатное. Анна многодетная мать, такое среди тигриц бывает не очень часто.
«Тигрица, получившая поддержку со стороны именитого боксёра, уже в течение 9 лет проживает на территории Сихотэ-Алинского заповедника. За это время она успела подарить заповеднику уже несколько потомств, крайнее из которых случилось в апреле-мае 2014 года, когда на свет появились сразу 3 тигрёнка».
Имя тигрице дали участники первого студенческого отряда «Тигр», работавшего в заповеднике в 2014 году, в честь Анны Савельевны Алексахиной — первой женщины в СССР, которой было присвоено звание «Мать-героиня». Произошло это в международный день тигра.
24 декабря 2015 года американский боксёр Флойд Мейвезер взял опеку над российской тигрицей. В рамках своего визита в Москву он, лично из рук Ксении Сухиновой, получил сертификат, подтверждающий опекунство. Вместе с сертификатом Мейвезер получил персональный доступ к постоянным обновлениям базы фото и видеоматериалов, полученных на территории заповедника. Для Сухиновой и Мейвезера это не первый случай участия в защите животных. Ранее Мейвезер стал хозяином тигрёнка из Индии (он тоже был подарен ему в Москве).